# Forsvarets Medalje for International Tjeneste i Bronze
Forsvarets Medalje for International Tjeneste i Bronze blev indstiftet den 2. september 2020 som en anerkendelse af civilt og militært personel i Forsvaret, som har ydet en anerkendelsesværdig indsats i udlandet. Medaljen bliver tildelt af Forsvarschefen. Medaljen kan også tildeles andre danskere og udlændinge der har ydet en anerkendelsesværdig international indsats for Danmark.
Medaljen supplerer den allerede etablerede medalje, Forsvarets Medalje for International Tjeneste, som tildeles for tjeneste i en international mission. Hvorvidt den ene eller anden medalje bliver tildelt afhænger af selve den opgave der udføres. Forsvarskommandoen ønskede en bedre måde at anerkende de soldater som udsendes til tjeneste uden for Danmark uden at indgå i en egentlig international operation. Det kunne eksempelvis være ansatte som udsendes i en international styrke, indgår i et internationalt opstillet beredskab eller fungerer som støtte til disse, således de kan operere under de bedste forudsætninger.
Medaljen er rund, lavet af bronze og er udformet med rigsvåbnets tre kronede løver og 9 hjerter. På bagsiden af medaljen er indgraveret "FOR DANMARK" i en krans af egeløv. Medaljen er ophængt i et rødt krydsbånd med en enkelt tynd stribe i midten. Hvis man opfylder kriterierne for gentagne tildelinger påhæftes båndet et arabertal i sølv svarende til antallet af udsendelser.

## Egeløv
Hvis man under indsættelsen har ydet en modig indsats kan man få tildelt et egeløv i sølv som kan påhæftes krydsbåndet. Ved en eventuel ny tildeling skiftes egeløvet ud med et i guld. Ved en tredje tildeling tildeles et nyt egeløv i sølv som bæres ved siden af det i guld. Denne fremgangsmåde fortsætte ved eventuelle flere tildelinger.
Hvis modtageren under indsættelsen har ydet en ekstraordinær indsats påsættes et egeløv i bronze medaljens krydsbånd. Dette egeløv tildeles kun en gang pr. udsendelsesperiode. Hvis man yder en ekstraordinær indsats i andre perioder placeres endnu et bronzeegeløv ved siden af det allerede påsatte og så fremdeles.